# Knjaginino
Knjaginino (in russo Княгинино?) è una cittadina della Russia europea centro-orientale, nell'oblast' di Nižnij Novgorod (rajon Knjagininskij).
Sorge sulle rive del fiume Imza, un affluente del Sura, e dista circa 100 km da Nižnij Novgorod.
Citata in un documento del 1569, ha nuovamente ricevuto lo status di città nel 1998, che aveva già avuto dal 1779 al 1926.